# Mike Guerra
Mike Guerra   (Carolina del Nord, 17 de maig de 1963) és un ex-pilot de motocròs nord-americà que destacà en competició internacional a començaments de la dècada del 1980, quan pilotant per a Husqvarna protagonitzà bones actuacions al Campionat del Món de motocròs de 250cc. Les seves millors temporades al mundial varen ser la de 1981, en què acabà sisè, i la de 1982, en què guanyà el seu únic Gran Premi, concretament el d'Espanya, disputat al circuit del Vallès el 25 d'abril. Aquella fou la darrera victòria de la marca sueca en un Gran Premi abans que Cagiva comprés la firma el 1987.
Actualment, Guerra treballa de director de màrqueting a la Colt's Manufacturing Company, el conegut fabricant d'armes de foc nord-americà amb seu a Hartford (Connecticut), ben a prop de Bolton, on resideix.

## Trajectòria esportiva
Nascut a Carolina del Nord, quan era petit els seus pares es traslladaren a Nova Anglaterra. El 1973 va començar a competir al campionat de la NESC (New England Sports Committee), anomenat també AMA District 1. Gràcies als seus entrenaments pels boscos de Nova Anglaterra i per la vall del riu Connecticut, la seva especialitat era la conducció sobre sorra, cosa que li anà molt bé uns anys després per als circuits del Benelux, abundants en aquest element. De 1975 a 1982 va ser pilot professional de motocròs (pràcticament sempre per a Husqvarna) i, tot i que disposava de motocicletes i suport de fàbrica, no fou fins al 1978 que començà a percebre un sou com a pilot oficial. El primer any va cobrar 30.000 dòlars, una bona suma per a l'època (més si es considera que eren ingressos nets en tenir els viatges, allotjament i alimentació pagats).
Entre el 1977 i el 1980, Guerra va competir al Campionat AMA de motocròs, participant a les categories de 125 i 250 cc. El 1980 va disputar el seu primer Gran Premi i, cap a la tardor, començà a destacar en curses estatals i en guanyà alguna d'important, com ara la Mid Ohio Trans-Am, on superà a Jimmy Ellis. Gràcies a aquest èxit, rebé dues ofertes, l'una de Heikki Mikkola i l'altra de Roger De Coster, qui acabava d'entrar a Honda. De Coster li oferí de pilotar la CR 125 al campionat AMA durant la temporada de 1981, però li va recomanar també d'anar a Europa per tal de millorar la seva preparació i el posà en contacte amb la directora del seu equip, la qual li organitzà la gira europea i l'americà, molt interessat a competir a Europa, declinà l'oferta de De Coster i seguí dues temporades completes del mundial (1981 i 1982) amb la Husqvarna.
Durant el seu primer mundial, el 1981, va guanyar alguna mànega, va aconseguir uns quants podis i va arribar a liderar el Gran Premi de Suïssa fins que va haver d'abandonar per avaria. A mitja temporada, però, es lesionà el genoll i l'hagueren d'operar. La temporada següent, 1982, guanyà el Gran Premi d'Espanya amb autoritat. Mike Guerra s'adaptà de seguida al circuit del Vallès perquè era una pista de terra dura i ràpida, molt semblant a la dels antics circuits del sud de Califòrnia. Aquell any se li reproduí la lesió del genoll, una lesió que acabà per determinar la fi de la seva carrera. En comptes de prendre's un temps per a restablir-se'n correctament, Guerra va seguir competint i els problemes s'agreujaren. Finalment, tornà als EUA i se sotmeté a un tractament a les instal·lacions olímpiques del llac Tahoe, però no va anar bé. Llavors, decidí deixar de competir durant tota la temporada de 1983, però tot i així mai no va tornar a tenir el genoll bé del tot, de manera que va decidir d'abandonar definitivament el motocròs i cercar una feina.

## Vida laboral
Un cop retirat de les curses, Guerra entrà a treballar a l'empresa de suspensions Koni. Cap a finals dels 80, mentre tornava a viure a Carolina del Nord, li oferiren una feina relacionada amb el màrqueting a Volvo que el va fer viatjar arreu del món. Va haver de residir durant un temps a Suècia i arribà a ser director de producte del model Cross Country, un dels més venuts de la marca. Tornat als EUA, el destinaren a la central de l'empresa al país, a Nova Jersey. A començaments de la dècada del 1990, Guerra participà en la creació de l'equip de mountain bike Cannondale/Volvo, el qual acabà essent un dels més reeixits de la història d'aquest esport. Més tard, Volvo el transferí al Sud de Califòrnia i, amb el temps, els constants viatges que feia el cansaren i decidí canviar de feina. Llavors, contactà amb Cannondale i allà el contractaren per a endegar el nou projecte de la motocicleta de motocròs. Passats quatre anys de molta feina i estrès, acabà deixant l'empresa abans de la finalització del projecte i en muntà una de privada dedicada a la formació de venedors. Els seus principals clients eren Porsche i el fabricant de binocles Turner.
Mike Guerra dirigí la seva empresa durant vuit anys, fins que els nombrosos viatges que havia de fer el tornaren a cansar i va decidir de tancar-la. Fou llavors quan va entrar a treballar a la Colt, cosa que li va permetre de tornar a Nova Anglaterra i residir de nou al seu enyorat Bolton. Guerra mai no ha perdut l'afecció pel motociclisme fora d'asfalt i, sempre que pot, fa sortides amb la seva KTM 300 pels boscos de Connecticut.